# Joc d'aposta

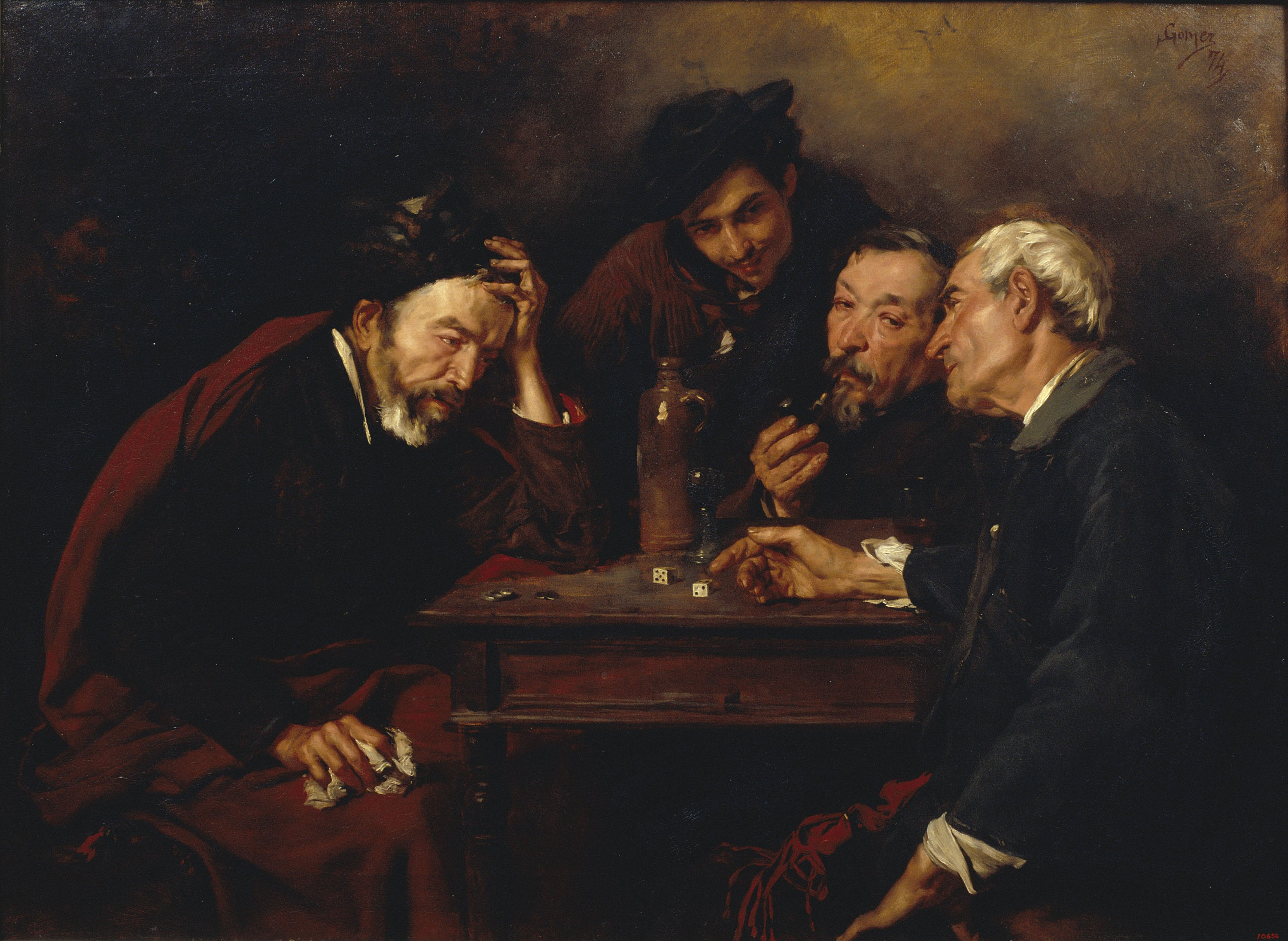
Els daus de Simó Gómez

El joc de posada, de juguesca o de messions és una activitat consistent en jugar-se un bé material o quantitat monetària sobre el resultat d'un esdeveniment incert. El motiu que impulsa el jugador és d'obtenir un estímul lúdic.
La institució pública responsable de regular aquesta activitat a Catalunya és la Direcció General del Joc i Espectacles. L'Entitat Autònoma de Jocs i Apostes s'encarrega de l'organització i la gestió dels jocs explotats per la Generalitat de Catalunya.
El joc d'apostes és també una activitat comercial internacional important, amb un mercat de jocs d'atzar legals total estimat a $335.000 milions en el 2009. En altres formes, el joc es pot dur a terme amb materials que tenen un valor, però no són diners reals. Per exemple, els jugadors de jocs de bales podrien apostar les bales, i d'igual manera els jocs de Pogs o Magic: The Gathering es pot jugar amb les peces del joc de col·lecció (respectivament, petits discos i targetes comercials) com estaques, el que resulta en un metajoc sobre el valor de les peces de la col·lecció d'un jugador.

## Vegeu també

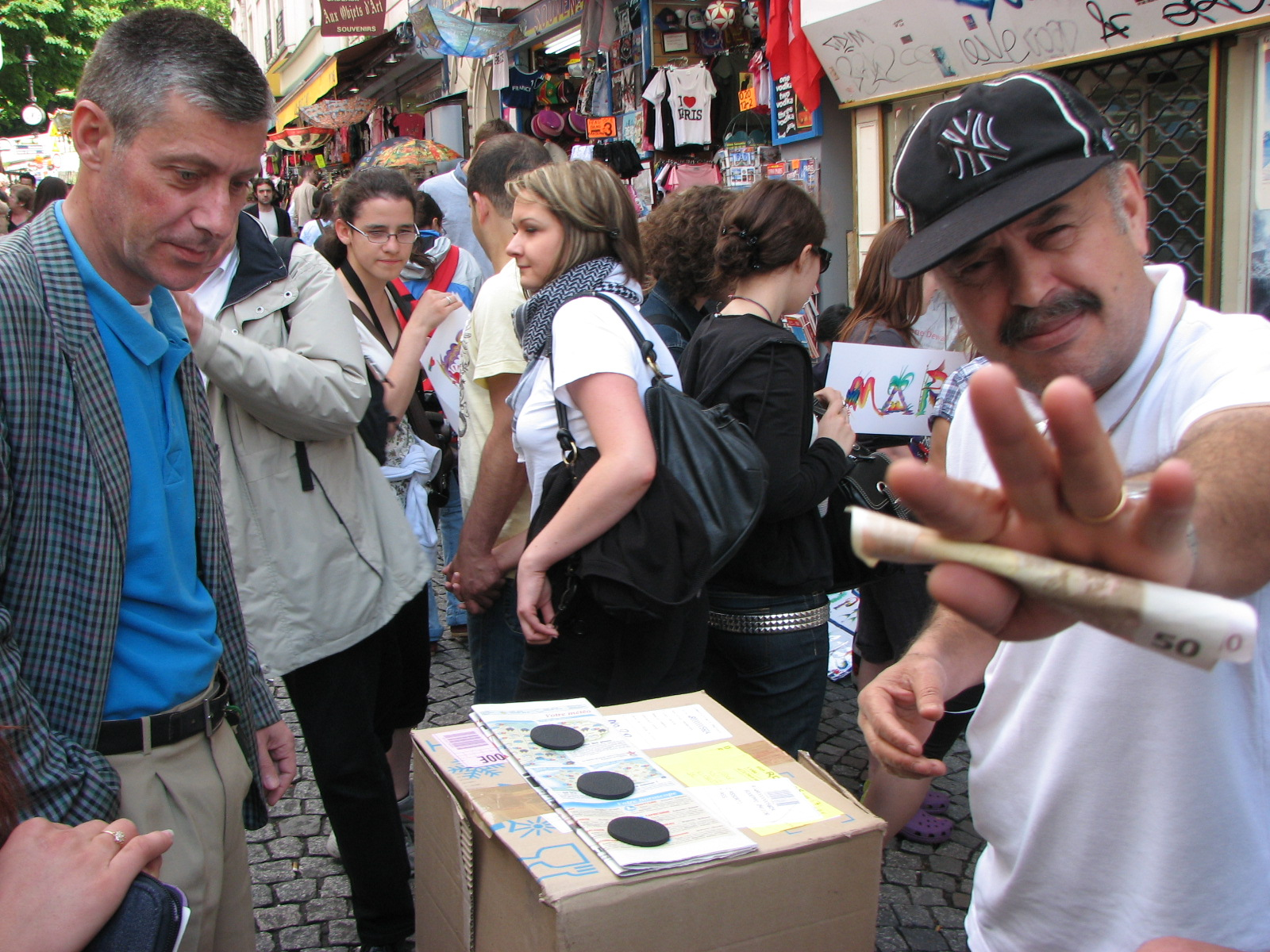
Una parada de joc d'apostes a París

## Història del joc

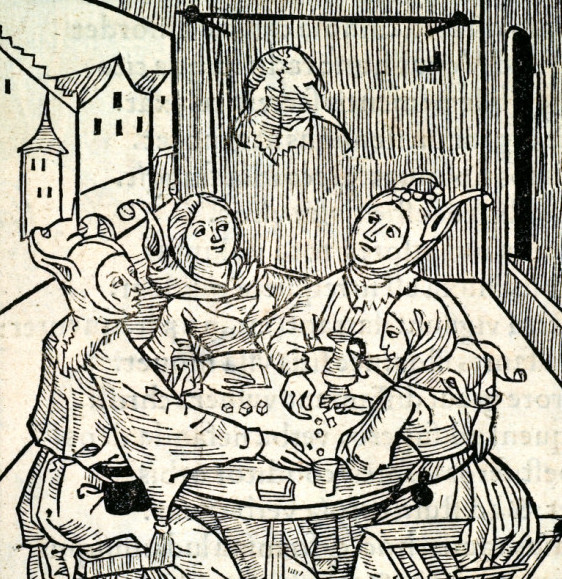
Aquest gravat és atribuït a l'artista la Haintz-Nar-Meister

Els orígens del joc estan estretament lligats a les arts endevinatòries. Entorn de la Nova Edat de Pedra, l'anomenat Neolític, comprès entre el 7.000 i el 4.000 a. de C. És en aquest temps quan s'han trobat els primers vestigis sobre l'interès de l'ésser humà pel joc. L'home primitiu ja es va interessar pel joc milers i milers d'anys enrere. A Tennessee Occidental, per exemple, es va trobar un artefacte datat en més de 7.000 anys. Es tracta d'una porció d'os occipital de cérvol, tallat i lluentat totalment, i travessat amb una asta del mateix animal. Els experts ho han interpretat com un instrument lúdic semblant al joc de l'anell i la vareta utilitzada pels indis americans. S'han trobat en diverses excavacions arqueològiques alguns objectes prehistòrics destinats tant a l'ús lúdic com a certes finalitats endevinatòries. Es tracta dels astràgals o tabes, ossos del tars d'un mamífer que s'usaven com a daus. Els populars daus de sis cares moderns tenen el seu origen en aquests ossos d'animal. A vegades, quan en les societats prehistòriques havien de repartir un bé o distribuir una certa tasca, com anar de caça, els membres tribals recorrien a aquests daus per encomanar la decisió als déus. És probable que aquests sorteigs davant les divinitats es repetissin més tard simplement per tornar a experimentar la curiositat davant el desconegut, la temptació davant el risc i la satisfacció pel guany. Cada jugador aportava llavors un bé i l'atzar decidia la seva sort.
Alguns experts asseguren que els jocs d'atzar tenen el seu origen en certes competicions esportives prehistòriques, en les quals els rivals, en una carrera o en una lluita, apostaven abans de l'inici de l'esdeveniment per obtenir així una doble victòria: la moral i l'econòmica. Això ha estat definit per l'antropòleg Clifford Geertz com a "aposta parella". Els febles i poc àgils, impossibilitats en la pràctica física, van anar desenvolupant altres jocs no físics que simulaven la competició real, com el backgammon, el joc de taula més antic del qual es té coneixement (5.000 a. de C.).
Segons l'antropòleg nord-americà Alfred Kroeber, tots els pobles prehistòrics del planeta jugaven i tenien els seus propis codis en aquest aspecte, excloent alguns grups aïllats geogràficament. Així, cal afirmar que l'home primitiu, a més de dur a terme certs rituals religiosos i manifestacions culturals, ja es va interessar pel joc i les apostes. Així es va configurar l'home com apostant, un ésser humà que ja buscava en la Prehistòria un plaure a arriscar alguna propietat per apostar en un joc o en una pràctica física.
Els primers artefactes dissenyats per a generar resultats aleatoris aplicables a jocs de taula van ser el daus (Iran, 3000 aC). Posteriorment es desenvoluparen altres ginys (naips, ruletes, bombos...) que permetien desenvolupar jocs nous més complexos. A finals de l'edat mitjana, apareix el concepte d'envit, segons el qual l'aposta pot ser incrementada en el transcurs de la partida; jocs com ‘primer’, ‘flor’, predecessors del pòquer, introduïen una nova manera de jugar. Paral·lelament als jocs d'atzar, els jugadors també feien apostes en disciplines esportives (curses, pilota, tornejos...)
En un principi els jocs enfrontaven a dos o més jugadors en iguals condicions però, durant el Renaixement i coincidint amb el desenvolupament de la teoria del càlcul de probabilitats, el joc experimentà un canvi radical. El concepte d'esperança matemàtica, exposat per Blaise Pascal arran d'un estudi sobre els jocs de daus, havia estat aplicat en el desenvolupament d'una nova classe d'entreteniment: els jocs de contrapartida. Aquest tipus de joc enfronta un banquer contra la resta de jugadors i dona certa avantatge al primer. Aquest fet donà lloc a la creació del joc professional. A Venècia s'obriren els ‘ridotti’, cases de joc on s'oferia la possibilitat de jugar contra un empleat que feia de banquer. Junt amb els casinos també aparegueren les primeres rifes i la loteria de l'estat.

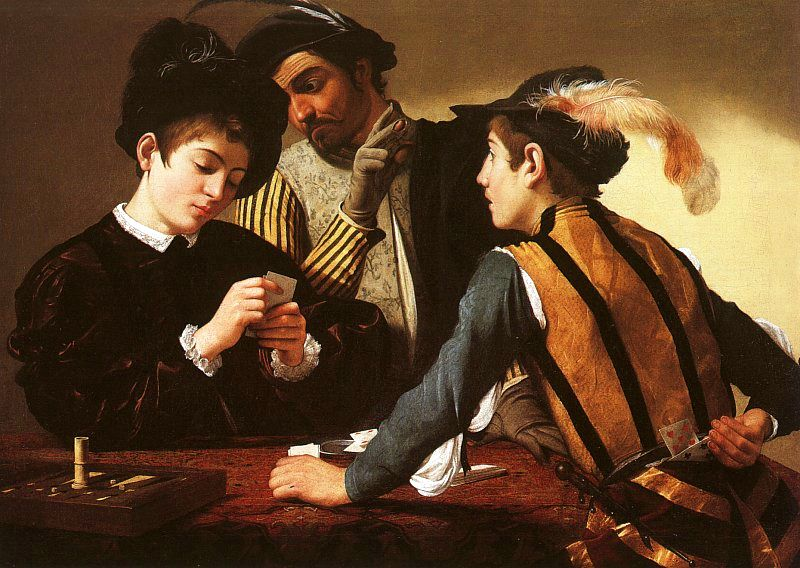
Caravaggio, Els jugadors de cartes, c. 1594

El 1867, Josep Oller i Roca ideà un sistema matemàtic segons el qual tots els espectadors d'un esdeveniment esportiu podien apostar diferents quantitats de diners a diversos resultats, per mediació d'un corredor d'apostes. Aquest sistema que enfronta a tots els apostadors entre si, permet repartir els premis proporcionalment a més de donar un marge de guany al corredor. A partir d'aquest moment les curses de cavalls, llebrers o els partits de pilota basca obtingueren gran popularitat.
Els Estats Units han estat un fervent partidari dels esports i de les apostes que es realitzen sobre els seus resultats. Els primers que van arribar al país, des d'Anglaterra, tenien una llarga tradició heretada dels seus avantpassats. Formava part de la seva cultura i de la naturalesa de la diversió i l'entreteniment. Però així i tot, la popularitat actual i el fervor que provoquen és major que en els seus orígens.
En matèria d'apostes esportives, les carreres de cavalls van trobar a l'origen la major popularitat al voltant de 1900. En aquest estat inicial les carreres van ser l'esport que divertia a la classe alta. Però després de la Guerra Civil les pistes de carreres van començar a veure ja a tota mena de públic, provinent de diferents sectors econòmics.
En aquest moment, els corredors d'apostes van introduir les combinacions d'apostes però no van tenir molta popularitat, ja que si no figuraven els cavalls preferits, la gent preferia no participar. D'aquesta manera, ràpidament van comprendre que la millor fórmula era la de l'aposta única a un cavall, que es modificava segons la quantitat d'apostadors que aquest animal tenia en la carrera. Aquesta forma d'aposta és la que s'utilitza encara avui dia en les carreres de cavalls, encara que ha caigut la seva popularitat gradualment des dels anys 30.
El 1920 hi havia ja més de 300 sales d'aposta amb centenars d'agències i per facilitar les comunicacions es connectaven entre si per mitjà del telègraf. Les carreres de cavalls van ser la forma més populars d'apostes fins a l'arribada de les lligues professionals d'esports, que van capturar l'atenció d'apostadors de tot el país.
A finals del 1800, el beisbol professional va començar a guanyar popularitat i conseqüentment va començar el costum d'apostar a aquest joc. Les targetes de beisbol van començar a ser corrents a les àrees urbanes de l'est. Aquestes targetes oferien una gran quantitat d'opcions d'apostes esportives que es podien comprar per només 10 centaus. Però hi havia un problema amb aquestes apostes: eren massa favorables a la casa. No hi havia manera de millorar les probabilitats. Ningú es va preocupar, igualment, ja que les targetes van continuar creixent en popularitat mentre seguien engrossint-se les arques de les Cases d'Apostes.
Un escàndol de grans proporcions va ocórrer en la Sèrie del Mundial de 1919 i va posar en risc al joc de beisbol professional. Alguns jugadors del favorit Chicago van ser acusats d'haver estat comprats per les apostes, ja que Chicago va perdre davant Cincinnati. L'escàndol va volar per tot el país i el públic va rebre una mala impressió dels corredors d'apostes esportives, que van ser tractats de criminals. Mentre el joc va ser il·legal, la majoria va considerar a les apostes com a delictes greus després d'aquest incident. No obstant això, el beisbol a nivell nacional no va reflectir conseqüències en les apostes petites, que van continuar creixent progressivament.
Cada vegada més gent va començar a interessar-se per les apostes esportives durant l'era d'or dels esports. Les escoles de futbol i de basquetbol van anar guanyant popularitat amb les apostes, com també la boxa i el beisbol van seguir amb el seu èxit ja adquirit. Les targetes d'apostes donaven una opció molt cobejada d'enriquiment durant la Gran Depressió. El futbol va començar després a ser més popular que el beisbol en el tema d'apostes i es van prendre combinacions guanyadores de cinc o més jocs amb el desig d'aconseguir un gran guany diari.
Durant els segles xix i xx s'inventaren nous jocs (ruleta, màquines escurabutxaques, apostes on-line) i el joc esdevingué una activitat legal, regulada i subjecta a pressió fiscal en la majoria de països. A Catalunya, malgrat que sempre s'ha jugat, els jocs d'atzar i envit van estar prohibits fins al 1977. Les apostes esportives eren legals però limitades.

## Classes de jocs

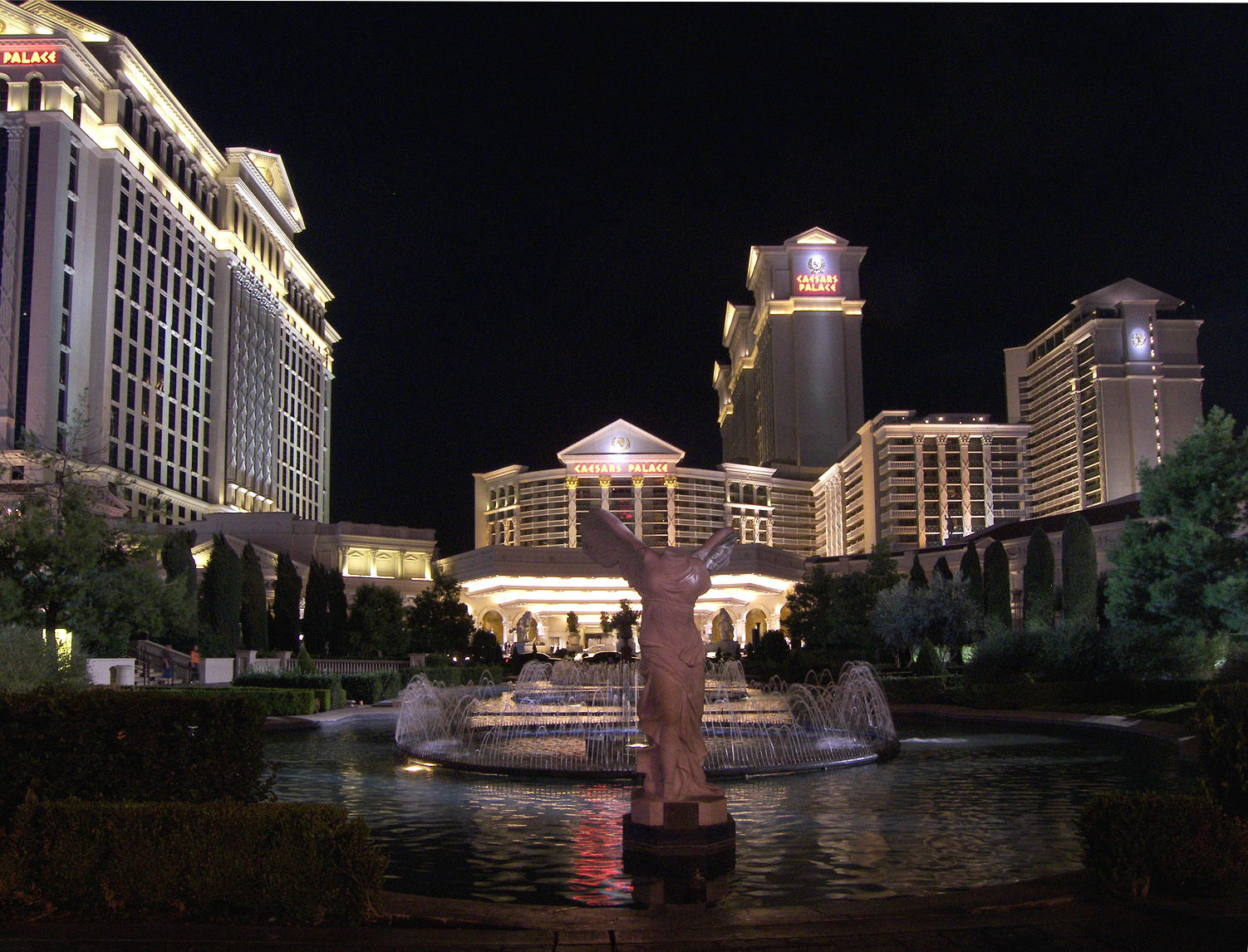
La font principal del Caesars Palace. L'estàtua és una còpia de l'antiga Victòria de Samotràcia.

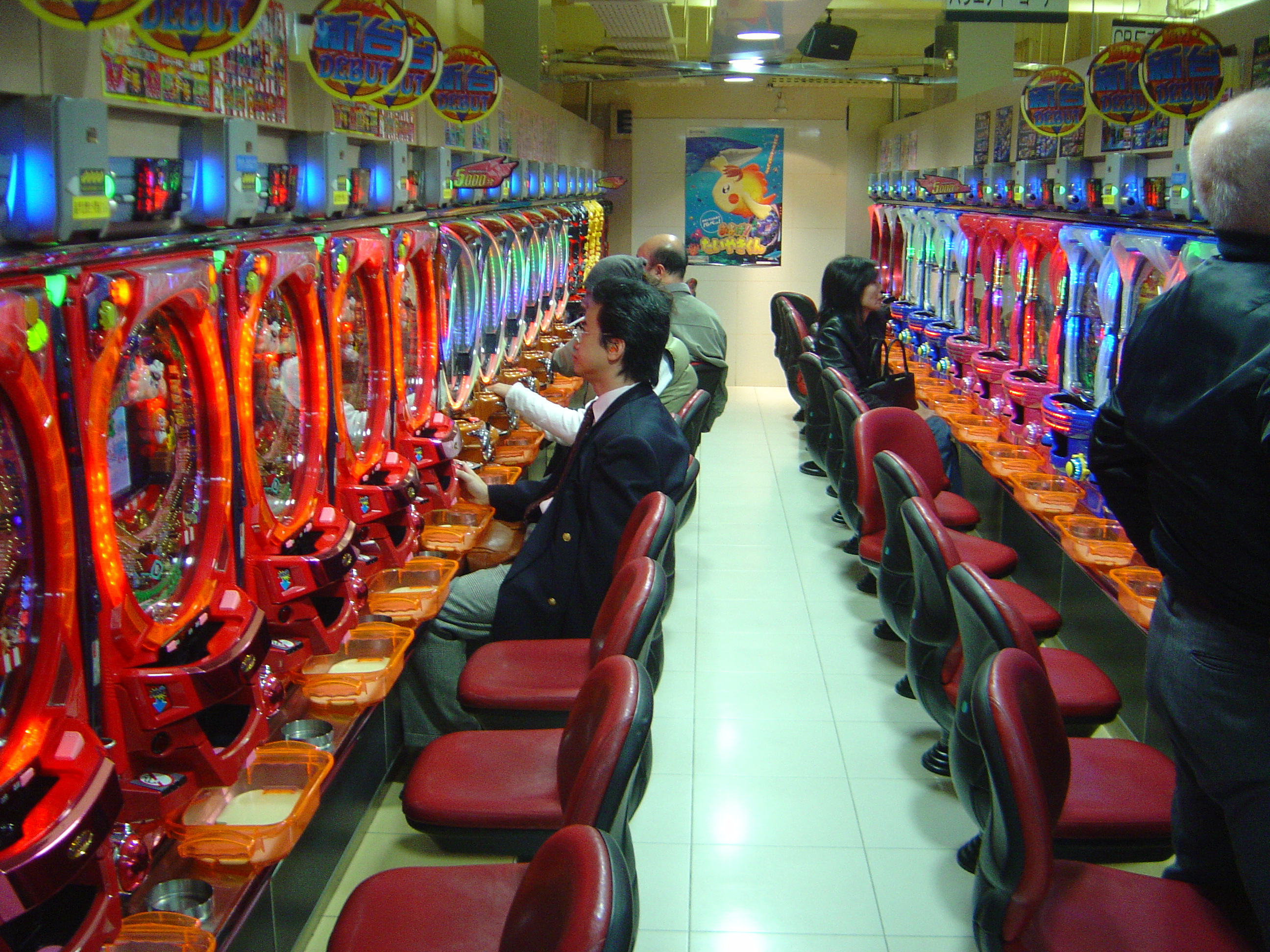
Un saló de pachinko a Tòquio, Japó

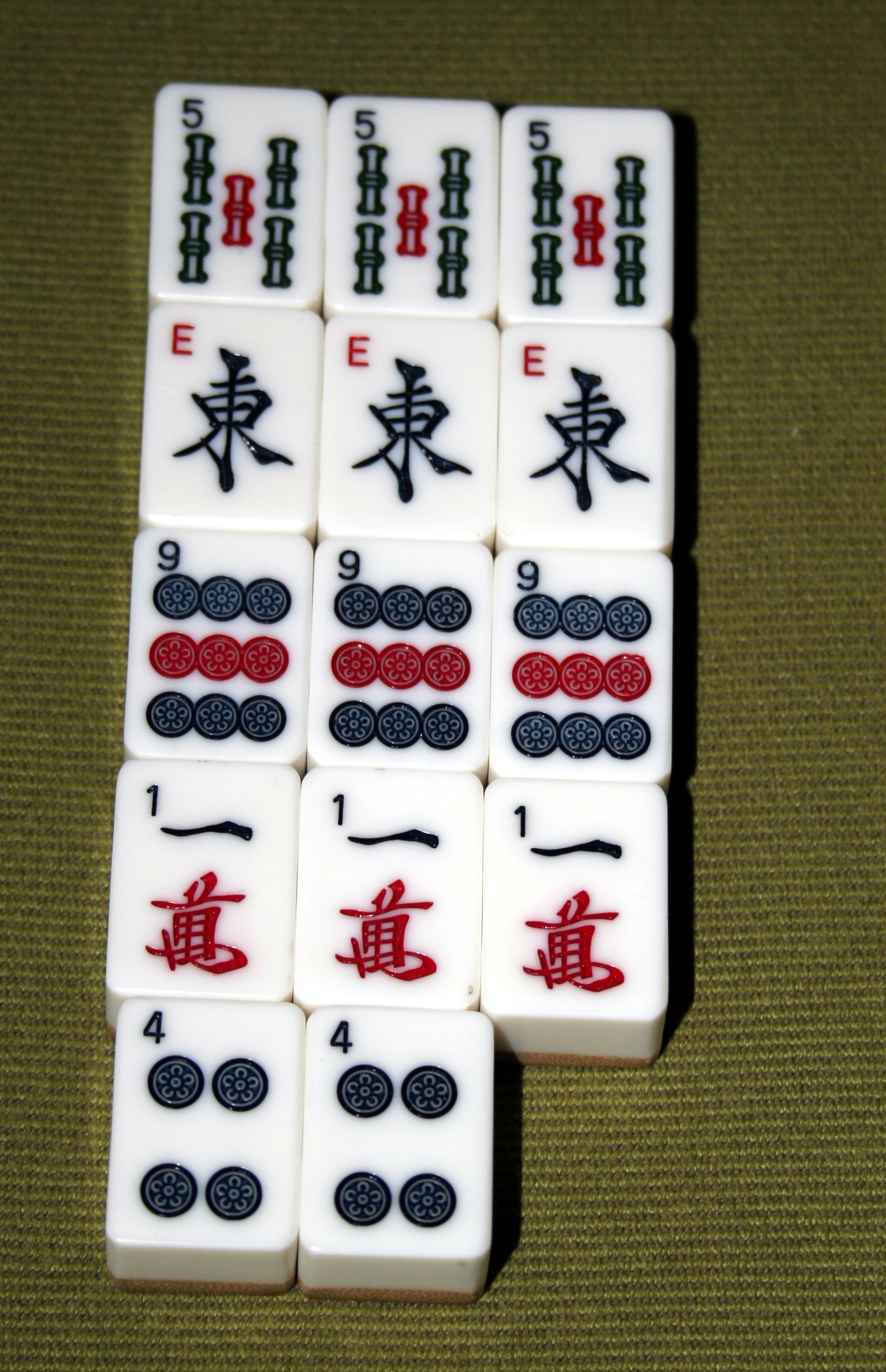
Fitxes de Mahjong.

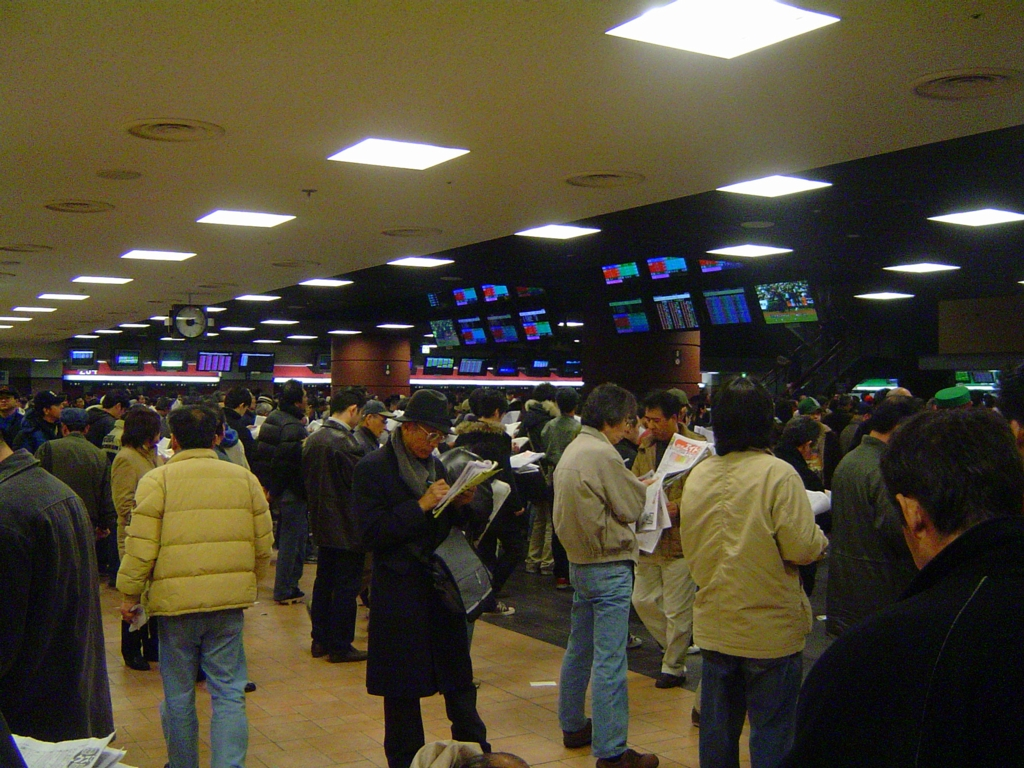
Hipòdrom de Tòquio, Japó.

### Jocs d'atzar
Els jocs d'atzar són aquells llur resultat està fortament influenciat pel factor sort.
A la península Ibèrica són molt populars els jocs d'atzar un dels més populars és la loteria primitiva. S'han d'endevinar sis nombres de 49. Hi ha diferents varietats del mateix joc: la bonoloto, el Gordo de la primitiva, a part de l'esmentada. Aquest joc es promou per un organisme de l'Estat anomenat ONLAE. A Catalunya hi ha un joc similar el 6-49.
Recentment s'ha posat en marxa un joc similar, internacional, promogut per Anglaterra, França, i Espanya.
L'ONLAE també promou travesses basades en el pronòstic del resultat dels partits de futbol, i la loteria anomenada moderna, on els premis es donen a les butlletes que coincideixen amb un número tret d'un bombo.
L'ONCE promou un joc similar a la loteria moderna.
Dins els jocs d'atzar podem distingir els jocs que es fan amb:
- Cartes és qualsevol tipus de joc que es juga amb cartes, que són uns cartonets rectangulars, amb els vèrtexs arrodonits, tots iguals, que tenen unes figures dibuixades en una de les cares. Aquestes figures són totes diferents (excepte els dos jòquers o comodins. L'altra cara és exactament igual en totes les cartes, de tal manera que -quan es veuen per aquest costat- les cartes són indistingibles per tal que els jugadors puguin amagar als companys de joc les cartes que tenen. Hi ha molts de tipus de jocs de cartes diferents. En alguns, anomenats jocs d'envit, les apostes (el posar messions) són una part fonamental del joc.

- Jocs de daus entre els múltiples sistemes de joc amb daus destaquen els dels jocs de taula com per exemple el parxís i els que es juguen a través d'apostes de diners habituals en Casinos com el Craps, també anomenat Seven eleven, amb dos daus que han d'entrar dins d'un límits marcats de la taula.

- Loteria és una forma de joc d'atzar que ofereix, a través del sorteig, un premi atractiu per tal de fer participar el públic en el sorteig. Algunes loteries funcionen al marge de la llei (de forma alegal, sense regulació o infringint directament la legalitat), mentre que d'altres sorgeixen precisament de l'organització d'una loteria nacional per part del govern com una estructura pública. És comú trobar un cert grau de regulació de la loteria per part dels governs.

### Jocs de contrapartida

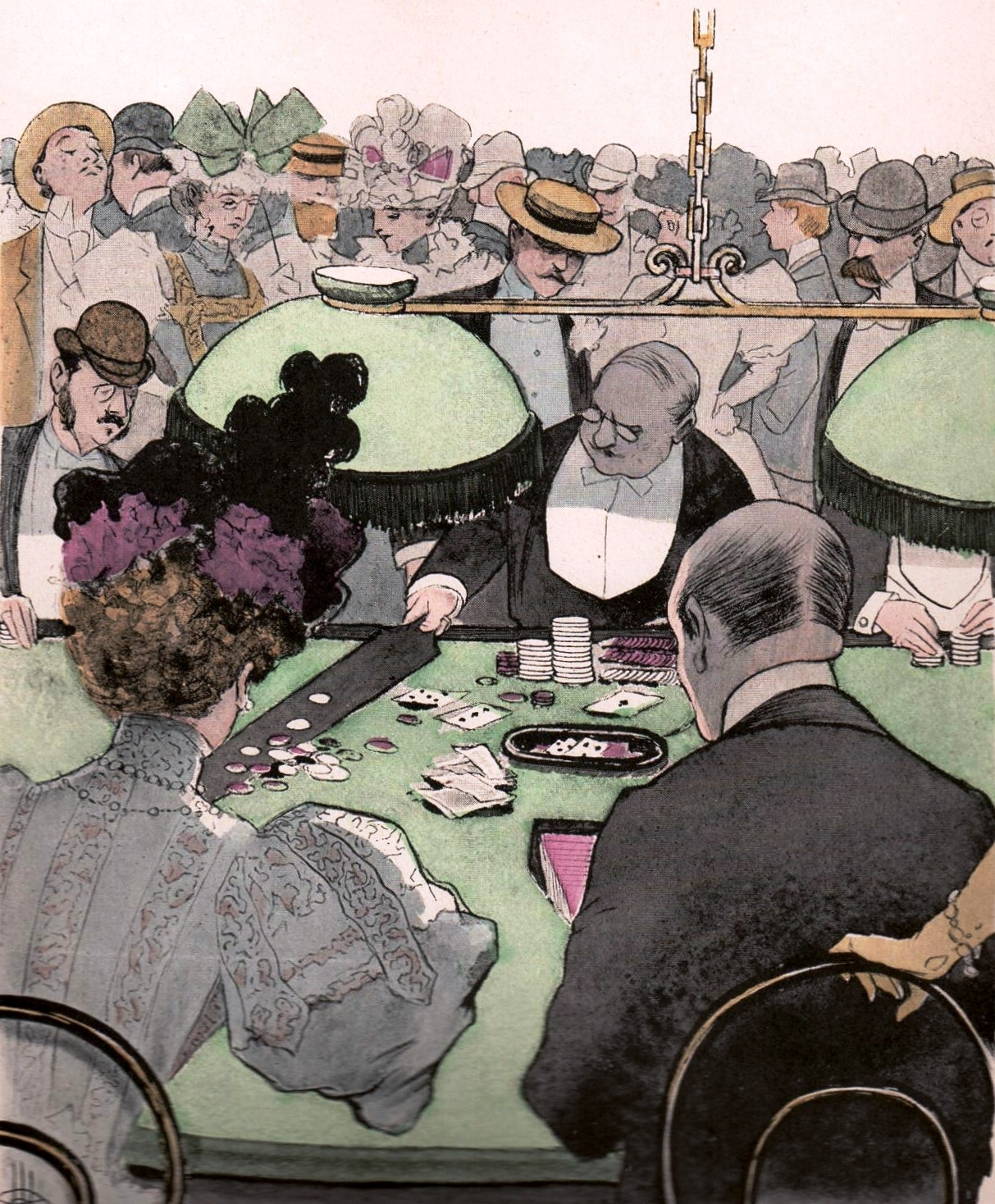
Una partida de bacarà segons Albert Guillaume

Jocs de contrapartida –també anomenats de banca-. Enfronten un representant del casino –crupier- contra la resta de jugadors. Les lleis de la probabilitat donen un marge d'avantatge a la banca.
- Vint-i-u
- Pai gow
- Bacarà és una família de jocs de naips llur objectiu se sumar nou punts o acostar-s'hi. Hi ha tres modalitats diferents: punt i banca, ‘chemin-de-fer' i ‘baccara banque'. Es desconeix la procedència d'aquest joc i les teories sobre el seu origen són contradictòries. Segons algunes fonts, es tracta d'un joc napolità del segle XVI; altres afirmen que és una evolució del pai-gow xinès. Malgrat tot és a França, a principis del segle xix, quan el bacarà s'implanta en casinos i partides elegants. A Catalunya es pot jugar, en l'actualitat, a la modalitat de mini-punt i banca. Tanmateix, a principis de segle XX es jugava a la modalitat 'chemin-de-fer' en el Cercle del Liceu i altres sales de joc barcelonines. També era habitual organitzar partides privades en domicilis privats malgrat que el joc estava prohibit a tot l'estat des de 1891.
- Caribbean Stud Poker
- Craps
- Fan-Tan
- Let it ride
- Sic Bo
- Ruleta és un joc d'atzar pur i de contrapartida. Es tracta d'una roda que gira sobre el seu eix horitzontalment. El perímetre d'aquest plat està dividit en 37 compartiments numerats sense cap ordre (del 0 al 36) i pintats de colors vermell i negre. El crupier tira una petita bola de marfil (modernament de tefló) en direcció contrària al sentit del plat i dona diverses voltes a l'interior d'un tambor estàtic que envolta la roda. Finalment la bola cau en un dels números que resultarà el guanyador. La taula de ruleta està coberta per un tapet que té dibuixats els números sobre els quals els jugadors emplacen les seves fitxes. Aquest joc permet múltiples tipus d'apostes i combinacions.
- Trenta i quaranta és un joc d'atzar pur originari de França, al segle xvii. És un joc de contrapartida que enfronta els jugadors contra la banca. Es juga amb sis baralles del tipus francès de 52 naips. Les figures valen 10 punts i les altres mantenen el seu valor nominal. Els jugadors poden apostar a quatre combinacions diferents: vermell-negre, color-inversa. El crupier distribueix els naips formant dues rengleres: primer la fila vermella, a la seva esquerra, i després la fila negra a la seva dreta. Es reparteixen cartes fins que cada renglera sumi un resultat comprés entre 30 i 40. Guanya la fila que obté 31 punts o que més s'hi acosti. Hi ha color si la fila guanyadora és del mateix color que la primera carta de la fila negra. En el cas contrari guanya la sort d'inversa. En cas d'empat a punts es repeteix la jugada excepte si la suma és trenta-u. Aquesta és la combinació guanyadora de la casa, ja que la banca cobra virtualment la meitat de totes les apostes.
- Màquines escurabutxàques, són els jocs disponibles en llocs comercials públics com restaurants, locals, bars, salons recreatius, casinos concebuts per a oferir jocs d'aposta sense la intervenció d'un empleat. Aquests dispositius poden ser mecànics, electrònics o digitals. El joc consisteix a introduir una moneda en la màquina amb l'esperança que surti una combinació guanyadora, i obtenir un premi en metàl·lic que la mateixa màquina proporciona.
- Boule
- Faraó (joc d'atzar) és un joc d'atzar i contrapartida. L'objectiu és endevinar el valor de la carta que serà descoberta. Els elements de joc són una baralla de naips francesos, un tapet en el que hi ha representades totes les cartes d'un mateix pal i un abacus o comptador de cartes.
- Trijoker

### Loteria
La loteria és un joc que pot ser públic mitjançant bitllets i sorteigs o un joc de taula que consisteix en cartrons i baralles.

### Loteria mitjançant bitllets

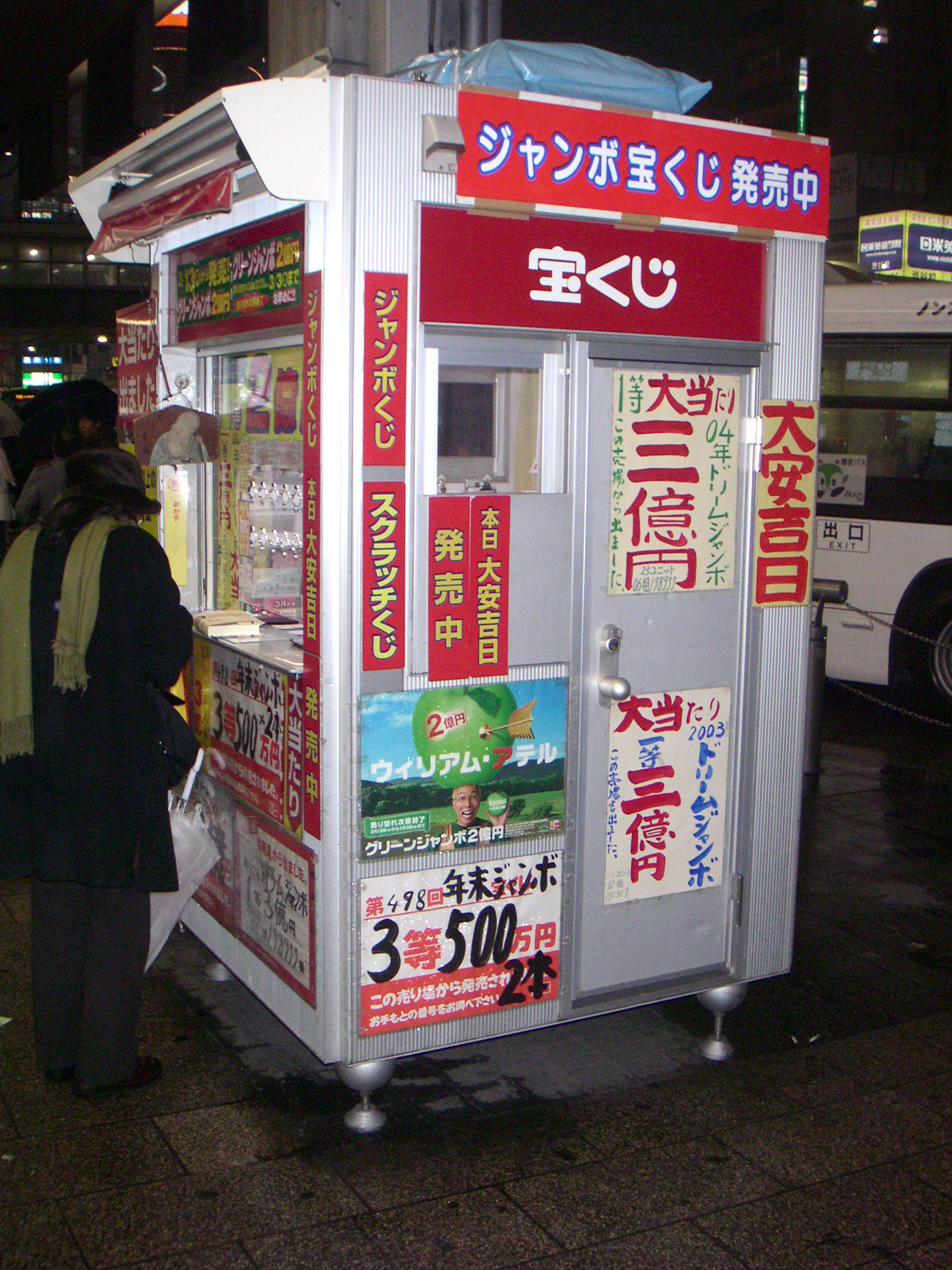
Quiosc de loteria a Tòquio.

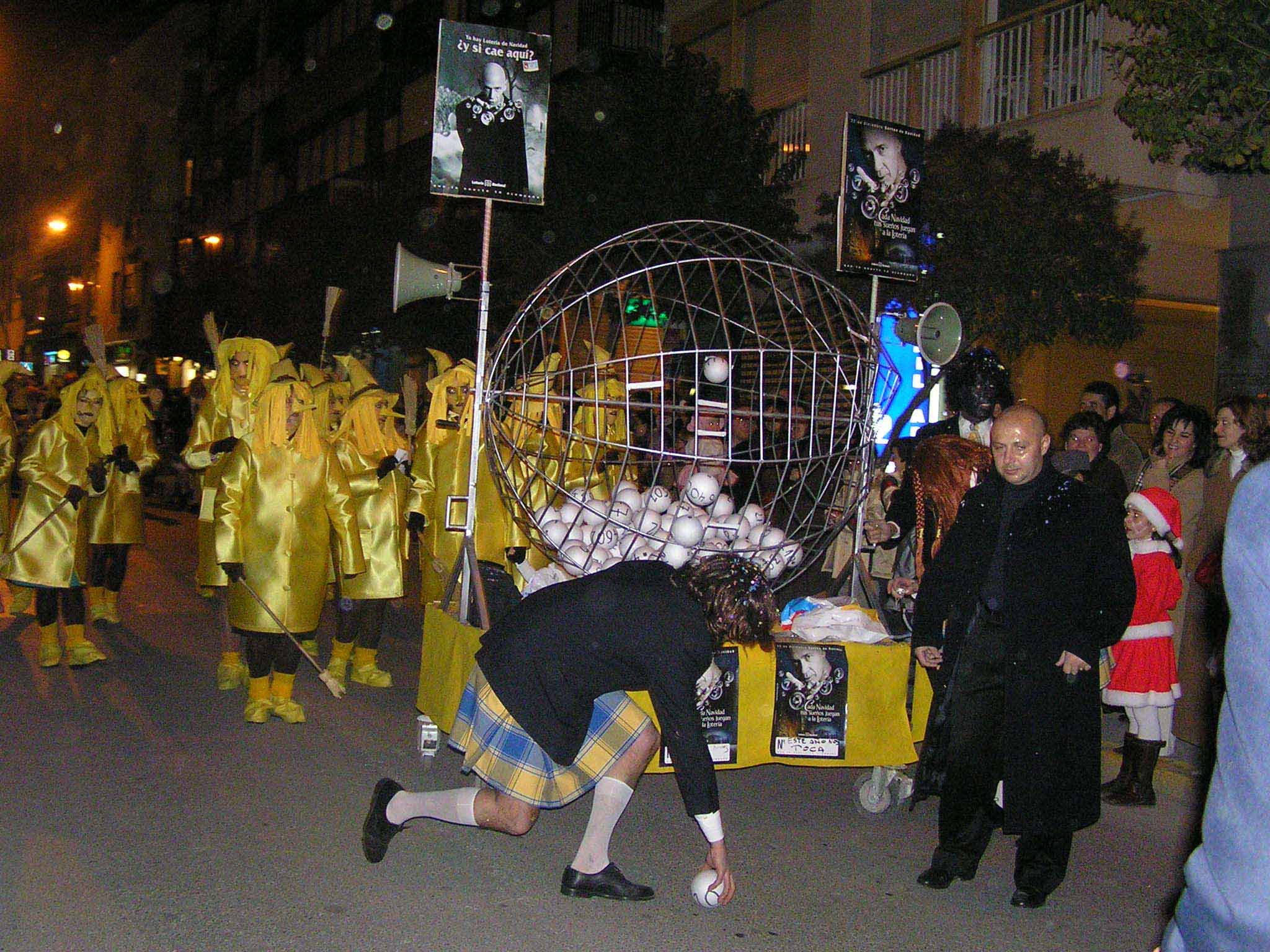
Cercavila al·legòrica de la loteria, a Espanya.

La loteria és un joc d'atzar que consisteix a encertar els números d'un bitllet prèviament comprat amb els extrets d'una tómbola o un recipient que garanteixi que siguin extrets a l'atzar. El nombre d'encerts poden ser tots o part dels número del bitllet. Al guanyador o guanyadors se'ls lliura un premi en diners o espècies. En general si no hi ha guanyadors per a un sorteig el premi s'acumula per al següent.
La loteria és un monopoli estatal o una concessió regulada per la llei. En tots els països hi ha prohibicions perquè els particulars organitzin jocs de loteria que no estiguin regulats d'alguna manera. Una part del recaptat per la venda dels bitllets de loteria en general és lliurada a obres de beneficència social o queda en mans de l'Estat i és destinat a les despeses corrents d'aquest, d'aquí que es digui que es tracta de: "un impost voluntari".

### Bingo i Quina
El Bingo consisteix en un bombo amb un nombre determinat de boles numerades en el seu interior. Poden ser 75 o 90 boles. Els jugadors juguen amb cartrons on hi ha nombres aleatoris escrits, dintre del rang corresponent, 1-75 o 1-90. Un locutor va traient boles del bombo, cantant els nombres en veu alta. Si un jugador té aquell número en el seu cartró ho ratlla, i el joc contínua així fins que algú aconsegueix marcar o bé una línia o bé tots els nombres del seu cartró.
La quina, també anomenat segons la zona quinto, plena o loteria vella, és un joc típic de les dates nadalenques que es juga a diversos llocs del Vallès, de l'Empordà, del Garraf, la Safor i d'altres comarques catalanes i valencianes. També és popular a França. La seva mecànica és semblant a la del bingo, ja que cada jugador té una carta amb tots els números de l'1 fins al 90

### Jocs de sort tradicionals
- Pedra, paper, tisora
- Cara o creu
- Joc de l'oca

## Jocs d'envit
Els jocs d'envit permeten als jugadors d'augmentar l'aposta inicial en el transcurs de la partida
- Pòquer
- Mus
- Giley

## Travesses esportives
Juguesca que els espectadors d'un esdeveniment esportiu fan individualment a favor o en contra d'un i altre equip, o sobre qualsevol altre esdeveniment del partit (marcador abans del descans, nombre de gols...) En contraposició a l'aposta privada, els espectadors creuen les apostes a títol personal sense participar directament en la competició esportiva.
El fenomen de les travesses esportives està estretament lligat amb la probabilitat. L'apostador que arrisca uns diners amb l'ànim de guanyar apostarà per l'equip, el cavall o el llebrer favorits. Per tal de compensar les diferències entre els diferents rivals, i que els apostadors tinguin unes expectatives de guany equilibrades, les apostes tenen diferents cotitzacions segons la qualitat dels competidors. És a dir, com millor sigui un equip, més baixa serà la seva cotització.
Depenen del sistema de cotitzacions, podem trobar diferents tipus de travessa:

### Apostes a tant fix
Les apostes a tant fix són aquelles que es fan sobre un resultat, quedant determinada prèviament la quantitat que s'ha de guanyar.

### Apostes mútues
Sistema de travesses multitudinari on els diners de totes les apostes van a parar a un fons comú que es reparteix entre els guanyadors de manera proporcional a la quantitat apostada per cada jugador. La cotització de l'aposta no és fixa, si no que varia a mesura que nous apostadors fan les seves apostes. Aquest és el sistema adoptat en la majoria d'hipòdroms i canòdroms d'arreu del món, o en el joc de la quiniela.

## Cases d'apostes i apostes en línia
En la majoria d'esports majoritaris, els fans o seguidors tenen el desig de ser una part més intrínseca de l'acció que com a simple espectador. Encara que, per a la gran majoria de la gent, en realitat els somnis de jugar l'esport de la seva elecció a un nivell professional, aquest desig de "prendre part" ha estat la raó principal per la qual les apostes esportives s'ha tornat tan popular.
Ara és possible realitzar apostes en gairebé qualsevol esport imaginable. El jugador contacta a una casa d'apostes (un individu o organització que pren les apostes en l'esport) i veure si estan prenent apostes per a l'esdeveniment triat. És la mateixa casa d'apostes que informen al jugador de les oportunitats de l'aposta que desitja fer. Per exemple, si el jugador vol apostar al fet que de Papua Nova Guinea es va a guanyar el major nombre de medalles en els propers Jocs Olímpics, proporcionant bones probabilitats, és a dir, per cada dòlar o lliura que aposta, tindria la possibilitat de fer molt més d'un dòlar o la lliura si el risc va valer la pena.
Com que les apostes esportives ha tornat a ser populars, el nombre de mètodes per als jocs d'atzar s'ha incrementat. Les apostes en línia ha tingut un gran èxit en els últims anys, amb molts milers de milions de dòlars en joc cada any. Això és, en part, com a resultat de l'explotació d'apostes dels menys exigents, les lleis de joc exterior. Els jocs d'atzar en línia han estat també un recurs per als jugadors, com la relativa falta de restricció en els lleis esportives estrangeres sovint significa que millors probabilitats estan disponibles en Internet que en la seva botiga local d'apostes. No obstant això, en les apostes en línia, han aparegut diverses estafes i es recomana l'ús d'una empresa de renom.
Les primeres apostes esportives va tenir un començament molt humil. Els corredors d'apostes eren sovint només als individus a fer una mica de diners extres, sobretot abans de la regulació del joc. Avui en dia, no obstant això, el nombre de cases d'apostes disponibles és enorme i de ràpid creixement.
Una de les principals consideracions en triar un llibre d'esports, una vegada s'hagi comprovat que són apostes sobre l'esdeveniment triat, el darrer pas és la probabilitat que s'està oferint. Fins a principis dels 1960, només hi havia un nombre molt petit de corredors d'apostes oferint possibilitats a les cases d'apostes. Això significa que les probabilitats i els preus eren bastant uniformes, però el recent creixement en el nombre d'apostadors ha fet que els jugadors puguin presentar-se amb una gamma bastant àmplia de possibilitats.
Una altra gran àrea de creixement són les apostes en línia. Les cotitzacions online sovint són més elevades, ja que les empreses poden basar-se als països on les restriccions dels jocs d'atzar no són tan estrictes. Un altre factor a considerar és probable són els mètodes de pagament, els llibres dels esports en línia ara accepten pagaments directament als guanys i targeta de crèdit. Al Regne Unit, s'ha incrementat el nombre de companyies d'apostes en línia, amb algunes d'elles empren a més de 15.000 persones per executar les seves operacions.
Però les apostes esportives en línia presenten alguns riscos. La seguretat de proporcionar detalls del banc en línia, lloc web encriptat, i els llibres d'esports en línia que han estat acreditats per un consorci de joc en línia legal.
Cases d'apostes en línia més importants a Espanya
- Bwin
- Betfair

## Legalitat
Des de l'Antiguitat, i en totes les latituds, els jocs d'apostes -d'atzar o no- van acaparar l'atenció de les persones, transformant-se per alguns, a través de la tahureria, en una manera marginal i picaresca de vida, i per a d'altres en una afició obsessiva, renovada constantment (i d'altres vegades abolida) pels fantasieigs de la fortuna fàcil.
A Espanya, en el codi alfonsí de les Set Partides (1265) i en l'Ordenament de les Tafureries, o cases de joc, subscrit en 1276, es legislava minuciosament sobre el particular; i els monarques i funcionaris peninsulars ho van manifestar en contra, com ho prova la curta llista de lleis que infructuosament es va dictar, amb el propòsit d'erradicar-ho, des de l'època de Joan I (1387) fins als dies del "il·lustrat" Carles III (segona meitat del segle xviii).
El tema del joc va interessar per igual a tahúrs, legisladors, polígrafs i moralistes espanyols, registrant-se en tal sentit una profusa bibliografia que abasta des del Llibre dels jocs (1283) d'Alfons el Savi, fins als Dies genials i lúdrics, de l'erudit Rodrigo Caro, amb obres d'especial interès com el Tractat dels jocs (1559) de Fra Francisco de Alcocer, el Fidel desengany contra l'ociositat i els jocs (1603), de Francisco de Luque Fajardo, i les Capitulacions de la vida de Cort, de Francisco Quevedo, en les quals es descriuen i fixen les regles de diversos jocs, es disserta sobre el seu origen i difusió, es descriuen els ambients i modus operandi de la tahureria o es posen en evidència, amb la fraseologia moralitzadora de l'època, els perjudicis materials i espirituals derivats de la seva pràctica inmoderada.
Però si la situació era greu en la Península, a Amèrica havia adquirit des dels primers dies de la conquesta una virulència inusitada, a favor de la fàcil prosperitat que engendraven la riquesa minera i el sistema de les "encomanes". L'episodi de Mancio Serrae Leguizano, un famós soldat espanyol que va jugar i va perdre en una nit la figura del Sol que li havia tocat en el repartiment dels tresors del Cuzco, resultant en un indici dels jocs d'envit i de "parar".
En aquest sentit una Reial Cèdula del 23 de maig de 1608 considerava que les multes que s'aplicaven a les gents d'Índies no bastaven per impedir el joc, perquè la seva suma -relativament elevada per a Espanya- amb prou feines tenia sentit per homes que habitualment doblegaven o triplicaven aquestes sumes en les taules que pública o privadament es tendien pel "plomi" recíproc.
A títol de curiositat, en el llibre sobre els jocs colonials cordovesos Grenón registra una sèrie d'escriptures, corresponents al segle xvii, en les quals alguns veïns es comprometen a no jugar i a pagar multes amb destinació a la Inquisició, a l'Hospital o a la Confraria del Santíssim, en cas de fer-ho. Els signants s'obligaven espontàniament per termes variables, reservant-se pel seu entreteniment, o per "agilitar el cos", alguns jocs "honests", com les taules reials, els escacs i la pilota.
Un exemple de cas que per efectes del treball o per assumpció de responsabilitats, i hi va haver el ja citat Mancio Serra de Leguizano, que va deixar de jugar quan el van nomenar alcalde ordinari de la seva ciutat.
Però en la pràctica els bàndols, cèdules, pragmàtiques i escriptures de no jugar, sumats a les delacions, perquisicions i allanaments, o als "exemples" individuals com el de Mancio Serra, semblen haver servit de poc a les finalitats perseguides, doncs es va arribar a jugar, i inclusivament a instal·lar el "tablatge públic", a Cabildo de Còrdova, com sorgeix del testimoniatge d'un testimoni indagat en 1654:"... on està la Reial Caixa han jugat jocs de naips, pintes i altres jocs. I aquest testimoni ha jugat algunes vegades i als jugadors i a altres persones els donen mats de erba i cigars de tabac".
A mitjan segle viii, no obstant això, una Reial Cèdula donava novament instruccions precises i reguladores sobre els jocs d'atzar "en consideració dels excessos del joc de naips, daus i d'altres de sort i envit".
La pertinacia dels jugadors va donar origen en 1771 -regnat de Carles III a una pragmàtica que resumeix el legislat des de temps indefinits: "Prohibeixo -diu el rei- que les persones en aquests regnes, de qualsevol qualitat i condició que siguin, juguin, tinguin o permetin a les seves cases jocs", i agrega una extensa llista dels quals es consideren prohibits.
Aquesta pragmàtica del 71 fixava multes de 200 ducats per als nobles, militars o buròcrates, i de 50 ducats per als transgressors de "menor condició". Si els contraventors eren "vagues o malentretinguts, sense ofici ni arrelament o ocupació, que lliuraven habitualment al joc, o tahúrs, garets o fullers" se'ls imposava presidi per cinc anys (es va seguir utilitzant indiscriminadament al llarg del segle xix per engrossir les "lleves" militars). Apostar en els jocs permesos no podia excedir de "un reial de velló", i es prohibien les "travesses" o apostes, així com l'intercanvi de joies, peces i béns.
Els perdedors no estaven obligats a satisfer els deutes contrets en el joc, i entre altres previsions es determinava que els artesans, mestres, oficials i aprenents de "qualsevol ofici" no podien jugar en dies i hores de treball, que anava des de les 6 del matí fins a les 12 del dia, i des de les 2 de la tarda fins a les 8 de la nit. També quedava prohibit el joc en "les tavernes, figons, hosteries, fondes, botilleries, cafès i qualsevol altra casa pública", nombrant-se entre els permesos els d'escacs, taules reals, xaquet i billar.
Però trenta anys després, les alarmades afirmacions del Telègraf Mercantil del 3 de juny de 1801 va declarar que l'afició pels jocs d'atzar no semblava haver experimentat un minvament gaire important.

## Els casinos en línia
Els casinos en línia, també coneguts com a casinos virtuals o casinos d'internet, representen les versions en línia dels casinos tradicionals (o "fora de línia"). Els casinos en línia permeten als jugadors jugar i fer apostes en jocs de casino a través d'Internet. És una forma popular de joc en línia.
En els jocs de casino en línia, també coneguts com a jocs de programari, el resultat es determina mitjançant un generador de nombres pseudoaleatoris (GNA). Aquest programari garanteix que cada carta, dau llançat o resultat de la màquina escurabutxaques o roda de ruleta són absolutament aleatoris i impredictibles. Els GNA utilitzen un conjunt d'instruccions matemàtiques, conegut com a algorisme, per generar una llarga seqüència de nombres que creen la impressió d'una veritable aleatorietat. Tot i que això no és el mateix que la generació de nombres veritablement aleatoris (els ordinadors no són capaços d'això sense una font externa de dades), els resultats compleixen tots els requisits excepte els més estrictes exigits per a una veritable aleatorietat.
Molts casinos en línia ofereixen bonificacions de registre als nous jugadors que fan el seu primer dipòsit, i sovint també en jocs posteriors. Aquestes bonificacions són una forma de màrqueting que pot comportar costos (potencialment justificables per atreure un nou jugador que pot tornar i fer dipòsits moltes vegades), ja que el casino, en essència, lliura diners a canvi del compromís del jugador de jugar una quantitat mínima establerta abans que pugui retirar els fons. Com que tots els jocs de casino tenen un avantatge per part del casino, els requisits de participació garanteixen que el jugador no pugui simplement marxar amb els diners del casino immediatament després de rebre la bonificació. Aquests requisits d'aposta solen ser prou alts perquè el jugador tingui una expectativa negativa, igual que si hagués fet un dipòsit i no hagués sol·licitat la bonificació.

## Aspectes psicològics
Malgrat que molts dels jugadors participen en juguesques com una opció d'oci, o fins i tot, com un mitjà per guanyar-se la vida, jugar -com qualsevol altre comportament que impliqui variacions en la química cerebral- pot convertir-se en una activitat addictiva i perillosa.
L'escriptor rus Dostoievski (ell mateix un jugador amb problemes) retrata en la seva novel·la El jugador les implicacions psicològiques dels jocs d'atzar i com poden afectar els jugadors de jocs d'atzar. Ell també associa el joc i la idea de "diner fàcil", el que suggereix que els russos poden tenir una afinitat particular pels jocs d'atzar. Dostoievski mostra l'efecte de les apostes amb diners per l'oportunitat de guanyar més en l'Europa del segle xix. L'associació entre els russos i els jocs d'atzar ha alimentat les llegendes dels orígens de la ruleta russa.
La psicologia evolucionista suggereix que les dones més que els homes tendeixen a triar parelles d'aparellament en funció dels seus recursos. Per tant, des d'una perspectiva evolutiva, els homes poden haver tingut més de guanyar amb un gran augment dels recursos que les dones hagin tingut, que pot ser una explicació de per què els homes, i especialment als pobres, tendeixen a jugar més que les dones.